# Rusinów (gemeente Rusinów)
Rusinów is een dorp in het Poolse woiwodschap mazowieckie, in het district Przysuski. De plaats maakt deel uit van de gemeente Rusinów en telt 4451 inwoners.